# Aups
Aups (prononcé [ops]) est une commune française située dans le département du Var, en région Provence-Alpes-Côte d'Azur.
En 2009, elle s'est qualifiée de « capitale du Haut-Var » et de « capitale de la truffe ».

## Géographie

### Situation
Aups, dont le nom signifie littéralement « Alpes » en provençal, est située aux portes du Verdon sur les premiers contreforts des Alpes, à 500 mètres d'altitude. La ville se situe plus précisément au pied de la montagne des Espiguières (880 m), rempart de tuf percé de nombreuses grottes et avens dont Sainte-Magdeleine et Plérimond, et d'un plateau fertile arrosé par le torrent de la Grave et par de nombreuses sources qui donnent naissance aux eaux alimentant les fontaines de la ville.
À distance de 60 km de la mer et à 80 km des stations de ski, la ville bénéficie d'une situation privilégiée, étant encore préservée de l'influence des grandes agglomérations régionales, tout en étant relativement proche.
La végétation est essentiellement composée de pins d'Alep, de chênes verts et pubescents pour la trufficulture et d'oliviers en plaine (forêt des Uchanes, de la vallée de l'Espiguière, de Pélenc). À partir de 700 mètres d'altitude, sur les préalpes situées au nord de la commune, les pins sylvestres, garrigues, buis et chênes kermès constituent la diversité d'espèces présentes. Plus précisément, les sommets préalpins en question sont les Cuguyons (995 m), les montagnes des chapelles Notre-Dame-de-Liesse (985 m) et Saint-Priest (1 077 m) toutes trois présentes dans le blason du communal, figurant un ensemble de trois sommets de types alpin, rappelant ainsi la raison d'être du nom de la ville.
La commune est membre du parc naturel régional du Verdon depuis 2000.

### Accès
Plusieurs routes départementales desservent la commune d'Aups :
- la RD 22 depuis Cotignac et Sillans-la-Cascade au sud ;
- la RD 9 depuis Moissac-Bellevue à l'ouest ;
- la RD 557 depuis Draguignan, via Flayosc à l'est ou depuis Aiguines au nord. Cette dernière relie par ailleurs Draguignan à Moustiers-Sainte-Marie, franchissant le Verdon au niveau du célèbre Pont du Galetas, lequel matérialise à la fois l'entrée dans les Gorges et une des limites du département du Var avec celui des Alpes-de-Haute-Provence.

La gare TGV la plus proche se situe aux Arcs-en-Provence, permettant de rejoindre Nice, Marseille et Paris.
L'aéroport le plus proche est celui de Toulon-Hyères.

### Climat
Pour des articles plus généraux, voir Climat de Provence-Alpes-Côte d'Azur et Climat du Var.
En 2010, le climat de la commune est de type climat méditerranéen franc, selon une étude du Centre national de la recherche scientifique s'appuyant sur une série de données couvrant la période 1971-2000. En 2020, Météo-France publie une typologie des climats de la France métropolitaine dans laquelle la commune est exposée à un climat méditerranéen et est dans la région climatique Provence, Languedoc-Roussillon, caractérisée par une pluviométrie faible en été, un très bon ensoleillement (2 600 h/an), un été chaud (21,5 °C), un air très sec en été, sec en toutes saisons, des vents forts (fréquence de 40 à 50 % de vents > 5 m/s) et peu de brouillards.
Pour la période 1971-2000, la température annuelle moyenne est de 12 °C, avec une amplitude thermique annuelle de 17 °C. Le cumul annuel moyen de précipitations est de 861 mm, avec 6,6 jours de précipitations en janvier et 3 jours en juillet. Pour la période 1991-2020, la température moyenne annuelle observée sur la station météorologique installée sur la commune est de 13,5 °C et le cumul annuel moyen de précipitations est de 784,1 mm. 
La température maximale relevée sur cette station est de 40,1 °C, atteinte le 28 juin 2019 ; la température minimale est de −10,4 °C, atteinte le 30 décembre 2005,,.
| Mois                                  | jan.          | fév.           | mars           | avril         | mai          | juin          | jui.           | août          | sep.         | oct.            | nov.            | déc.           | année      |
| ------------------------------------- | ------------- | -------------- | -------------- | ------------- | ------------ | ------------- | -------------- | ------------- | ------------ | --------------- | --------------- | -------------- | ---------- |
| Température minimale moyenne (°C)     | 1             | 0,7            | 2,9            | 5,7           | 9,4          | 12,9          | 15             | 14,9          | 11,6         | 8,8             | 4,6             | 1,9            | 7,5        |
| Température moyenne (°C)              | 5,8           | 6,2            | 9              | 11,8          | 15,8         | 19,9          | 22,6           | 22,5          | 18,2         | 14,3            | 9,3             | 6,5            | 13,5       |
| Température maximale moyenne (°C)     | 10,6          | 11,7           | 15,1           | 17,9          | 22,1         | 26,9          | 30,2           | 30            | 24,7         | 19,7            | 14,1            | 11             | 19,5       |
| Record de froid (°C) date du record   | −9,2 30.01.05 | −10,2 07.02.12 | −10,1 02.03.05 | −3,6 08.04.21 | 0,7 07.05.19 | 4,5 01.06.06  | 7,7 13.07.1993 | 7,3 31.08.06  | 2,2 27.09.20 | −3,5 30.10.1997 | −6,3 23.11.1998 | −10,4 30.12.05 | −10,4 2005 |
| Record de chaleur (°C) date du record | 23,8 28.01.08 | 22,4 03.02.20  | 25,9 21.03.02  | 27,6 09.04.11 | 33 28.05.06  | 40,1 28.06.19 | 38,7 18.07.23  | 39,3 01.08.20 | 34 03.09.16  | 31,6 08.10.23   | 22,7 05.11.04   | 22,4 30.12.21  | 40,1 2019  |
| Précipitations (mm)                   | 56,8          | 42,4           | 40,3           | 75,8          | 72,4         | 56,5          | 22,6           | 46,7          | 75,1         | 102,9           | 125,1           | 67,5           | 784,1      |

| Diagramme climatique                                  |             |             |             |             |              |            |            |              |              |              |           |
| J                                                     | F           | M           | A           | M           | J            | J          | A          | S            | O            | N            | D         |
| 10,6156,8                                             | 11,70,742,4 | 15,12,940,3 | 17,95,775,8 | 22,19,472,4 | 26,912,956,5 | 30,21522,6 | 3014,946,7 | 24,711,675,1 | 19,78,8102,9 | 14,14,6125,1 | 111,967,5 |
| Moyennes : • Temp. maxi et mini °C • Précipitation mm |             |             |             |             |              |            |            |              |              |              |           |

Les paramètres climatiques de la commune ont été estimés pour le milieu du siècle (2041-2070) selon différents scénarios d'émission de gaz à effet de serre à partir des nouvelles projections climatiques de référence DRIAS-2020. Ils sont consultables sur un site dédié publié par Météo-France en novembre 2022.

### Sismicité
Il existe trois zones de sismicité dans le Var :
- zone 0 : risque négligeable. C'est le cas de bon nombre de communes du littoral varois, ainsi que d'une partie des communes du centre Var. Malgré tout, ces communes ne sont pas à l'abri d'un effet tsunami, lié à un séisme en mer ;
- zone Ia : risque très faible. Ce risque concerne essentiellement les communes comprises dans une bande allant de la Montagne Sainte-Victoire au Massif de l'Esterel ;
- zone Ib : risque faible. Ce risque le plus élevé du département, qui n'est pas le plus haut de l'évaluation nationale, concerne 21 communes du nord du département.

La commune d'Aups est en zone sismique de faible risque Ib.

### Hydrographie et eaux souterraines
Cours d'eau traversant la commune :
- la commune est traversée par le ruisseau de la Grave ;
- cours d'eau temporaires débouchant des vallons (St Jean, St Lazare, Valmouissine…) ;
- la source de Vallaury était l'ancienne ressource pour l’alimentation en eau potable ;
- forage des Espiguières ;
- forage des Moulières ;
- source de Sault ;
- la Bresque et ses affluents.

Un Schéma Directeur d'Alimentation en Eau Potable (SDAEP) a été réalisé en mars 2011.
La commune dispose depuis 2013 d'une station d'épuration d'une capacité de 5 500 équivalent-habitants.

### Transports urbains
- Transport en Provence-Alpes-Côte d'Azur

Outre les transports scolaires les communes sont desservies par plusieurs lignes de transport en commun.
En effet les collectivités territoriales ont mis en œuvre un « service de transports à la demande » (TAD), réseau régional Zou !.
Les lignes interurbaines :
- Lignes de transports Zou ! La Région Sud est la collectivité compétente en matière de transports non urbains, en application de la loi NOTRe (Nouvelle Organisation Territoriale de la République).

## Toponymie
Aups (Alpibus),, viendrait du nom latin du village Castrum Alpibus. Il signifie aussi « Alpes » en occitan.

## Histoire

### Antiquité
Le village s'est autrefois appelé oppidum d' Alpibus puis castrum d' Alpibus, castrum d' Almis, puis Alps et enfin Aups. Il a été occupé par les Oxybiens pendant l'époque romaine, à l'emplacement du plateau de Saint-Marc (sur la via Aurelia allant de Fréjus (Forum Julii) à Riez (Forum Reii). Jules César y est passé pour conquérir la Gaule et il aurait dit « je préfère être premier à Aups qu'être second à Rome »,. Tout autour du village, on a retrouvé des traces de cette présence romaine, comme un ancien hôpital et des bornes milliaires notamment autour du plan de Canjuers dont l'appellation vient de Campus Julii ou camp de Jules César.

### Moyen Âge
Aups est conquise par les Sarrasins au Xe siècle avant la victoire de la bataille de Tourtour.
La mort de la reine Jeanne Ire ouvre une crise de succession à la tête du comté de Provence, les villes de l’Union d'Aix (1382-1387) soutenant Charles de Duras contre Louis Ier d'Anjou. Aups fait partie de l’Union d’Aix, avant de faire promesse de reddition le 8 septembre 1387 à Marie de Blois, régente de Louis II d'Anjou. Hommage est prêté le 5 novembre. Le roi René érige Aups en baillie indépendante, en détachant la communauté de la baillie de Barjols dont elle faisait partie. Un an plus tard, elle retombe dans l'autorité de cette dernière, jusqu'à ce que François Ier décide d'en faire une circonscription indépendante, par lettres données en 1533.
L'ancien chapitre noble de Valmoissine est transféré à Aups par le pape Alexandre IV en 1499.

### Temps modernes et Guerres de religion
Les huguenots du baron d'Allemagne-en-Provence attaquent le village le 16 août 1574 et massacrent 30 Aulpins. Une « vierge du massacre » a été érigée sur le lieu de la torture situé dans la rue de l'Horloge. La ville devient alors un haut lieu de la Contre-Réforme avec, notamment la reconstruction d'une ancienne abbaye cistercienne et l'aménagement d'un très beau couvent d'Ursulines .
La viguerie d'Aups a été dominée depuis l'an mil par la famille ducale de Blacas d'Aulps, grande famille historique de la région. Cependant, à la suite d'un procès débuté en 1346 et qui durera près de quatre siècles entre les ducs de Blacas et le village d'Aups, la ville obtient en 1712 de ne dépendre juridiquement que du roi de France. On fondit alors une cloche, encore visible aujourd'hui dans le campanile de la tour de l'Horloge. Cette cloche porte l'inscription « Je suis la joie de tout le monde » pour garder en mémoire ces jours de liesse qui marquèrent cette victoire.

### Révolution française et Premier Empire
Peu avant la Révolution française, l’agitation monte. Outre les problèmes fiscaux présents depuis plusieurs années, la récolte de 1788 avait été mauvaise et l’hiver 1788-89 très froid. L’élection des États généraux de 1789 avait été préparée par celles des États de Provence de 1788 et de janvier 1789, ce qui avait contribué à faire ressortir les oppositions politiques de classe et à provoquer une certaine agitation. C’est au moment de la rédaction des cahiers de doléances, fin mars, qu’une vague insurrectionnelle secoue la Provence. Une émeute à caractère politique se produit à Aups le 26 mars. Une foule de paysans et de femmes s’attaque aux possédants, dont Brouilhony de Montferrat. Celui-ci tire pour se défendre et blesse deux émeutiers : il est massacré, son corps mis en pièces. Dans un premier temps, la réaction consiste dans l’envoi d’un détachement de l’armée sur place. Puis des poursuites judiciaires sont diligentées, mais les condamnations ne sont pas exécutées, la prise de la Bastille comme les troubles de la Grande peur provoquant, par mesure d’apaisement, une amnistie début août.
En 1804, Aups annexa la commune de Fabrègues, alors peuplée de seulement 22 habitants vivant dans le château de Fabrègues et ses maisons voisines.

### Époque contemporaine
Aups fut le centre de l'insurrection varoise républicaine contre le coup d'État de Napoléon III en 1851, d'où provient son surnom de « Centre du Var Rouge ». Près de 4 000 républicains armés des environs s’y rassemblent entre le 8 et le 10 décembre. Toute la ville participe : ainsi, l’hôpital est transformé en atelier où des blouses sont cousues par de jeunes couturières volontaires pour les hommes en armes. La colonne de répression commandée par le préfet Pastoureau est arrivée à Aups le 10 décembre. La bataille se conclut par une victoire du 50e de ligne, qui a un mort, contre cinquante dans les rangs des insurgés. Un obélisque a été érigé en 1881 en honneur des nombreux républicains morts sur la place Martin Bidouré, nom d'un Barjolais héros et martyr de la rébellion qui a été fusillé deux fois. On trouve aussi un mausolée dans le cimetière de la commune.
Le village est un haut-lieu de la Résistance française durant la Seconde Guerre mondiale. De sanglants épisodes ont valu à la commune d'obtenir la Croix de guerre avec palmes.
Monument de l'insurrection de 1851 et de la Résistance

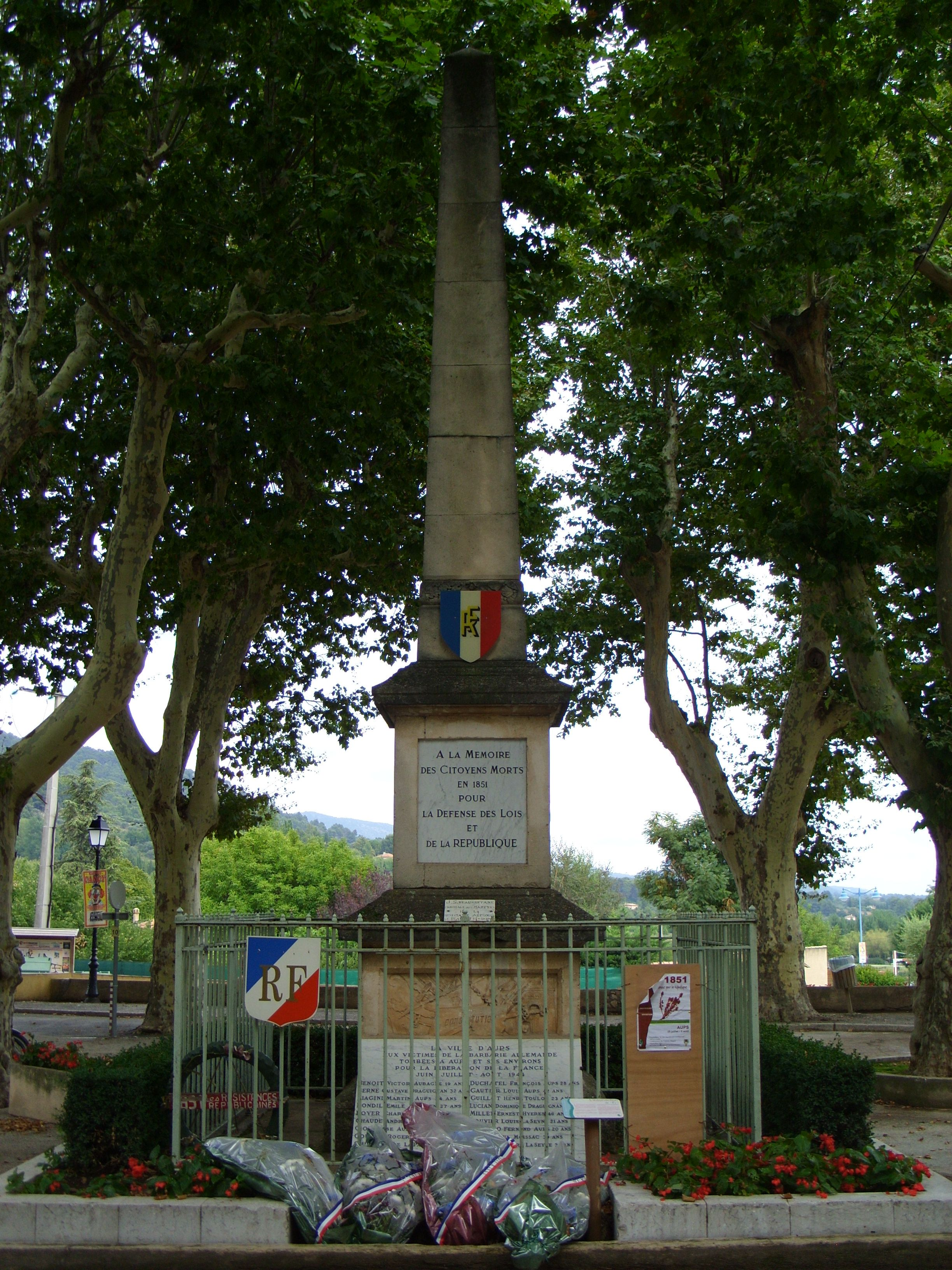
Face ouest de l'obélisque.
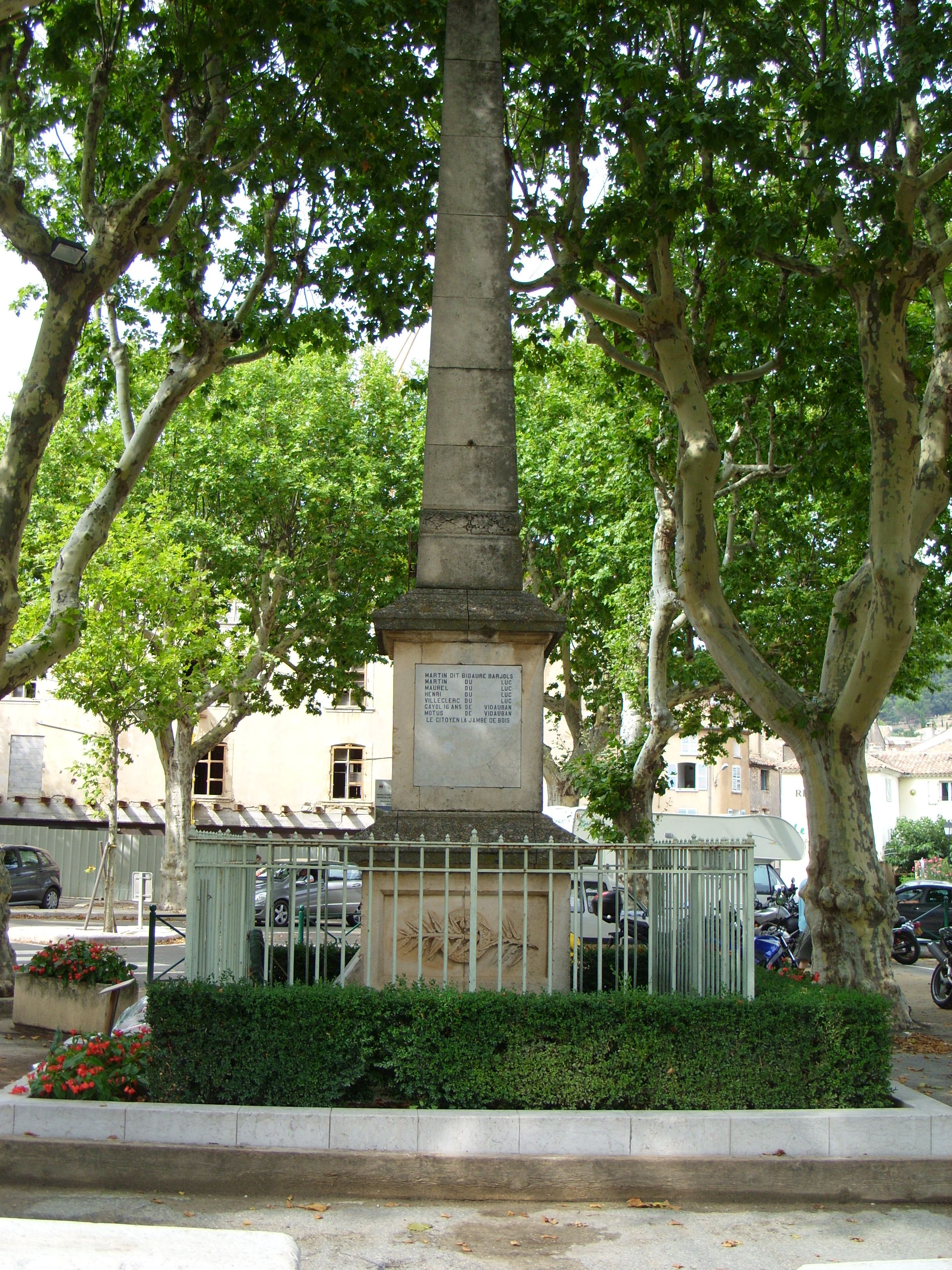
Face sud de l'obélisque.
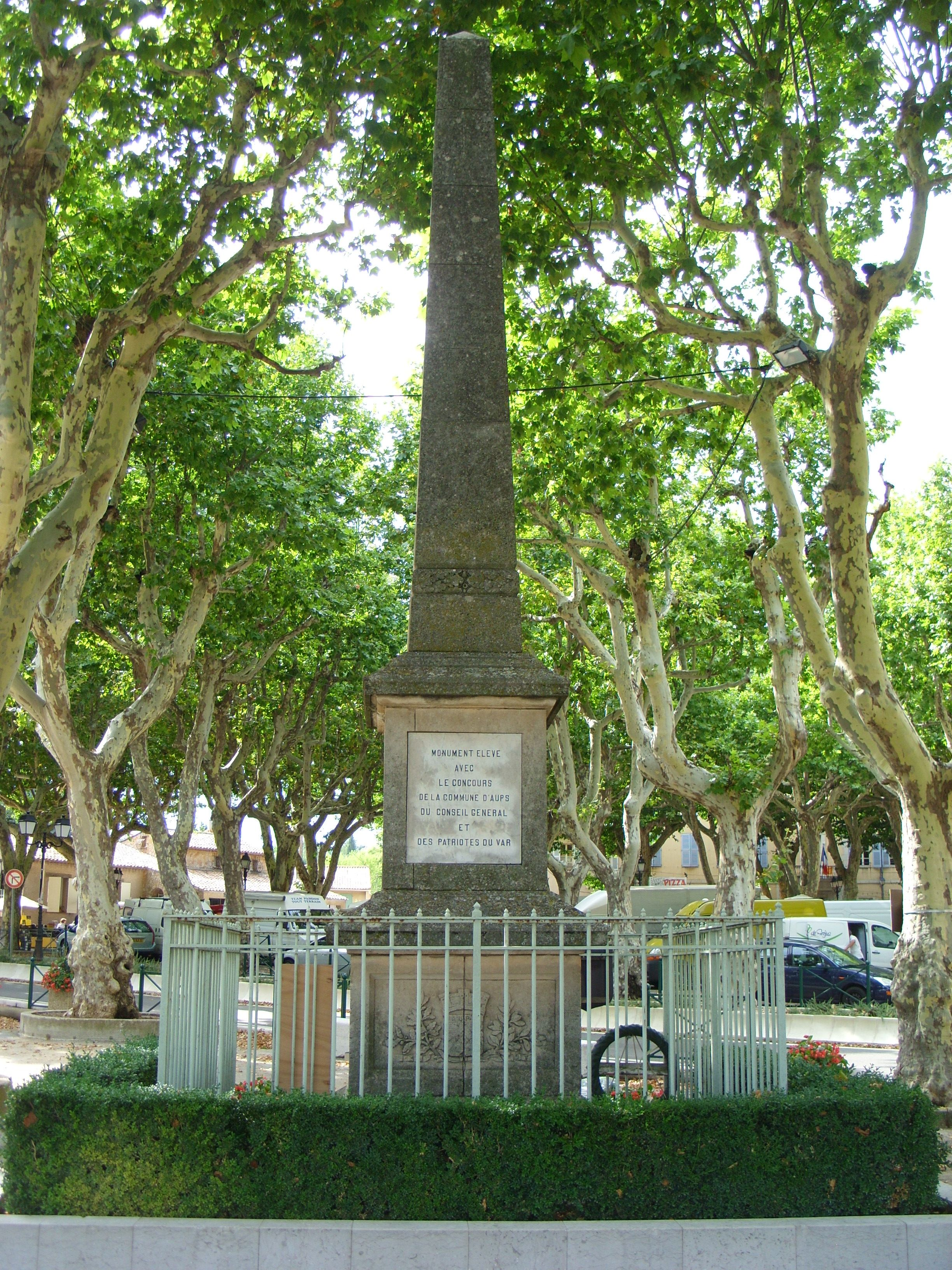
Face est de l'obélisque.
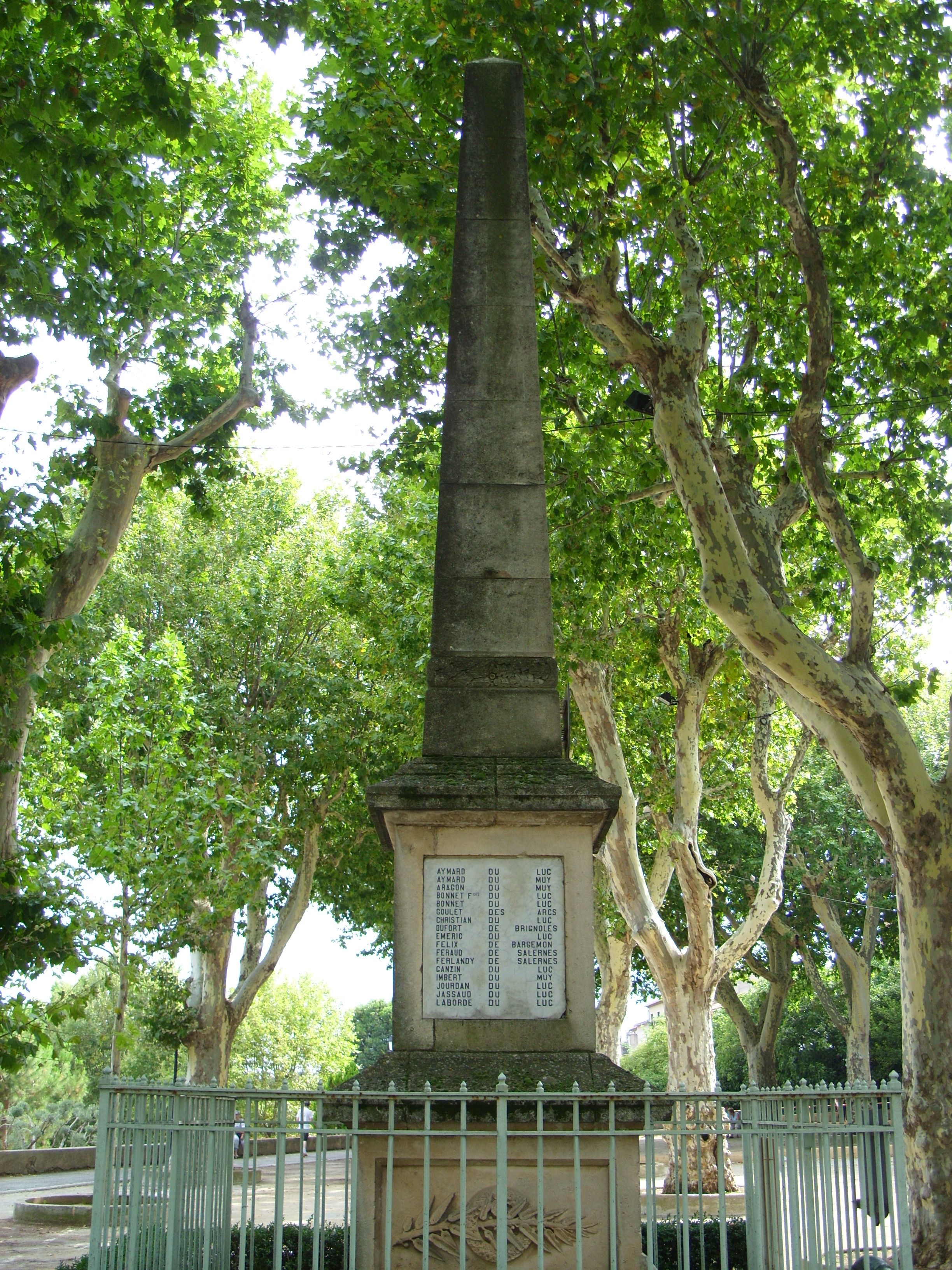
Face nord de l'obélisque.

## Politique et administration

### Administration municipale
En raison de sa démographie, la commune dispose d'un conseil municipal de 19 membres (article L2121-2 du Code général des collectivités territoriales). Lors du scrutin de 2008, il y eut deux tours (tous les conseillers étant élus au second tour) et Antoine Faure a été élu conseiller municipal avec le meilleur total de 666 voix, soit 48,82 % des suffrages exprimés. La participation a été de 81,19 % au second tour et de seulement 48,38 % au premier. Il a ensuite été nommé maire par le conseil municipal.

### Liste des maires
De 1789 à 1799, les agents municipaux (maires) sont élus au suffrage direct pour deux ans et rééligibles, par les citoyens actifs de la commune, contribuables payant une contribution au moins égale à trois journées de travail dans la commune. Sont éligibles ceux qui paient un impôt au moins équivalent à dix journées de travail.
De 1799 à 1848, La constitution du 22 frimaire an VIII (13 décembre 1799) revient sur l’élection du maire, les maires sont nommés par le préfet pour les communes de moins de 5 000 habitants. La Restauration instaure la nomination des maires et des conseillers municipaux. Après 1831, les maires sont nommés (par le roi pour les communes de plus de 3 000 habitants, par le préfet pour les plus petites), mais les conseillers municipaux sont élus pour six ans.
Du 3 juillet 1848 à 1851, les maires sont élus par le conseil municipal pour les communes de moins de 6 000 habitants.
De 1851 à 1871, les maires sont nommés par le préfet, pour les communes de moins de 3 000 habitants et pour 5 ans à partir de 1855.
Depuis 1871, les maires sont élus par le conseil municipal à la suite de son élection au suffrage universel.

### Budget et fiscalité 2022

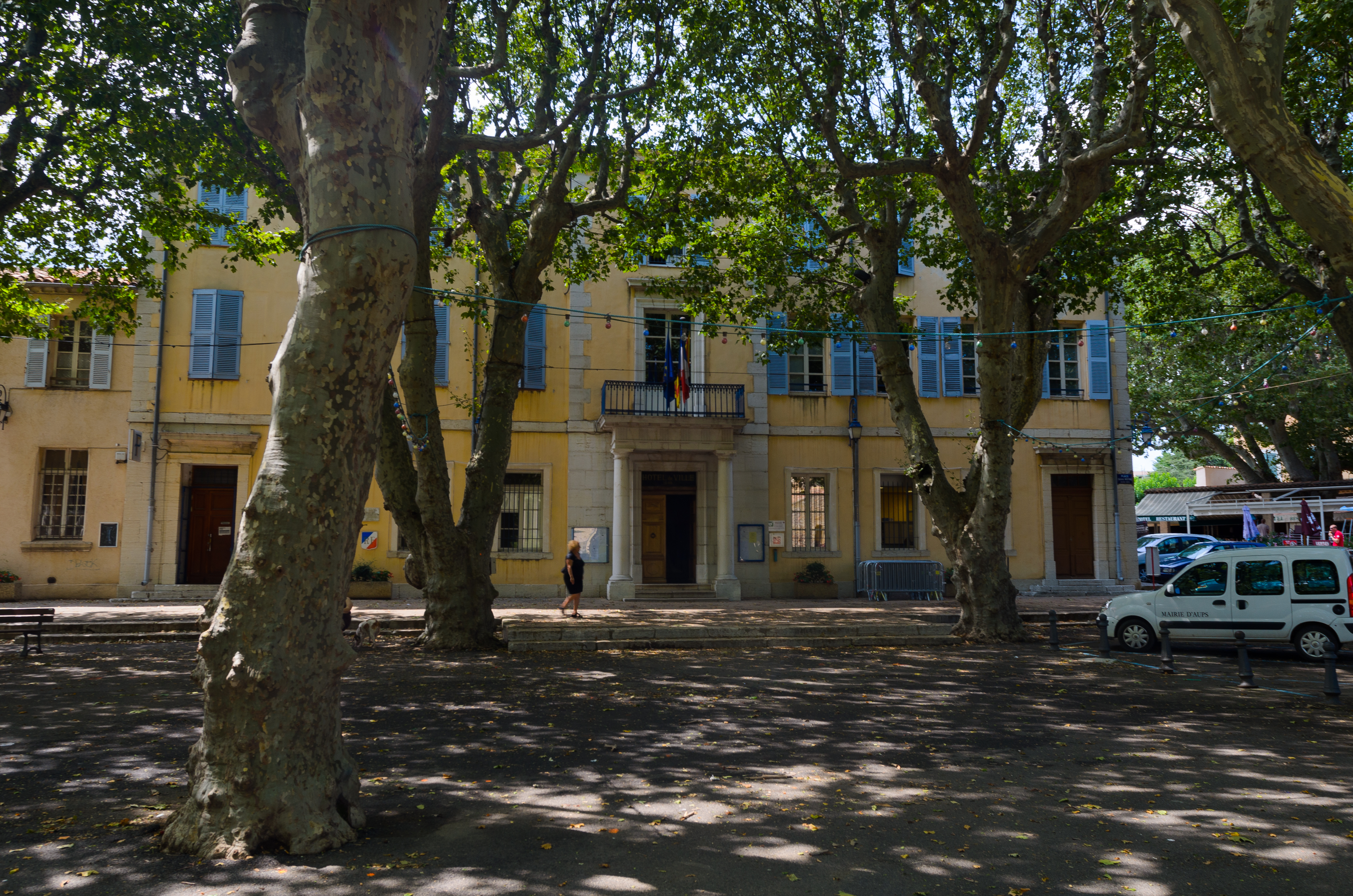
La mairie.

En 2022, le budget de la commune était constitué ainsi :
- total des produits de fonctionnement : 2 655 000 €, soit 1 144 € par habitant ;
- total des charges de fonctionnement : 2 613 000 €, soit 1 126 € par habitant ;
- total des ressources d'investissement : 1 099 000 €, soit 473 € par habitant ;
- total des emplois d'investissement : 679 000 €, soit 293 € par habitant ;
- endettement : 2 188 000 €, soit 943 € par habitant.

Avec les taux de fiscalité suivants :
- taxe d'habitation : 18,97 % ;
- taxe foncière sur les propriétés bâties : 33,07 % ;
- taxe foncière sur les propriétés non bâties : 83,34 % ;
- taxe additionnelle à la taxe foncière sur les propriétés non bâties : 0,00 % ;
- cotisation foncière des entreprises : 0,00 %.

Chiffres clés Revenus et pauvreté des ménages en 2021 : médiane en 2021 du revenu disponible, par unité de consommation : 20 730 €.

### Projets et réalisation d'investissements
- Construction d'une maison de santé pluriprofessionnelle[41],[42] : 403 m² de surface médicale, 53 m² de logement, 14 professionnels de santé (médecins, infirmiers, kinés, podologue, sage-femme)[43].
- Centre de loisirs pouvant accueillir 150 enfants de 3 à 16 ans mais aussi tout au long de l'année pendant les périscolaires.
- Tenergie, producteur d’énergies renouvelables a remporté l’appel à manifestation d’intérêt lancé par la commune d’Aups pour le développement, la construction et l’exploitation d’un parc photovoltaïque citoyen sur le site du Bois de Plérimond[44].

## Population et société

### Démographie

#### Évolution démographique
Les habitants sont appelés les Aupsois (autrefois Aulpins).
L'évolution du nombre d'habitants est connue à travers les recensements de la population effectués dans la commune depuis 1793. Pour les communes de moins de 10 000 habitants, une enquête de recensement portant sur toute la population est réalisée tous les cinq ans, les populations de référence des années intermédiaires étant quant à elles estimées par interpolation ou extrapolation. Pour la commune, le premier recensement exhaustif entrant dans le cadre du nouveau dispositif a été réalisé en 2008.

En 2022, la commune comptait 2 254 habitants, en évolution de +3,35 % par rapport à 2016 (Var : +4,98 %, France hors Mayotte : +2,11 %).
| 1793  | 1800  | 1806  | 1821  | 1831  | 1836  | 1841  | 1846  | 1851  |
| ----- | ----- | ----- | ----- | ----- | ----- | ----- | ----- | ----- |
| 2 744 | 2 949 | 2 947 | 2 937 | 3 083 | 2 661 | 2 827 | 2 914 | 2 871 |

| 1856  | 1861  | 1866  | 1872  | 1876  | 1881  | 1886  | 1891  | 1896  |
| ----- | ----- | ----- | ----- | ----- | ----- | ----- | ----- | ----- |
| 2 704 | 2 647 | 2 712 | 2 597 | 2 610 | 2 601 | 2 267 | 2 050 | 1 892 |

| 1901  | 1906  | 1911  | 1921  | 1926  | 1931  | 1936  | 1946  | 1954  |
| ----- | ----- | ----- | ----- | ----- | ----- | ----- | ----- | ----- |
| 1 806 | 1 671 | 1 588 | 1 299 | 1 339 | 1 281 | 1 292 | 1 349 | 1 337 |

| 1962  | 1968  | 1975  | 1982  | 1990  | 1999  | 2006  | 2008  | 2013  |
| ----- | ----- | ----- | ----- | ----- | ----- | ----- | ----- | ----- |
| 1 442 | 1 488 | 1 500 | 1 652 | 1 796 | 1 903 | 2 029 | 2 065 | 2 122 |

| 2018  | 2022  | - | - | - | - | - | - | - |
| ----- | ----- | - | - | - | - | - | - | - |
| 2 275 | 2 254 | - | - | - | - | - | - | - |

#### Pyramide des âges
La population de la commune est relativement âgée.
En 2018, le taux de personnes d'un âge inférieur à 30 ans s'élève à 25,7 %, soit en dessous de la moyenne départementale (30,2 %). À l'inverse, le taux de personnes d'âge supérieur à 60 ans est de 39,5 % la même année, alors qu'il est de 32,5 % au niveau départemental.
En 2018, la commune comptait 1 091 hommes pour 1 184 femmes, soit un taux de 52,04 % de femmes, légèrement supérieur au taux départemental (51,95 %).
Les pyramides des âges de la commune et du département s'établissent comme suit.
| Hommes | Classe d’âge | Femmes |
| ------ | ------------ | ------ |
| 1,5    | 90 ou +      | 3,1    |
| 10,1   | 75-89 ans    | 12,7   |
| 26,1   | 60-74 ans    | 25,3   |
| 18,2   | 45-59 ans    | 20,5   |
| 16,5   | 30-44 ans    | 14,5   |
| 14,3   | 15-29 ans    | 10,8   |
| 13,3   | 0-14 ans     | 13,1   |

| Hommes | Classe d’âge | Femmes |
| ------ | ------------ | ------ |
| 1      | 90 ou +      | 2,3    |
| 10,1   | 75-89 ans    | 12,6   |
| 19,7   | 60-74 ans    | 21     |
| 20     | 45-59 ans    | 19,9   |
| 17,3   | 30-44 ans    | 16,7   |
| 15,4   | 15-29 ans    | 13,2   |
| 16,4   | 0-14 ans     | 14,3   |

### Intercommunalité
La communauté de communes « Lacs et Gorges du haut-Verdon (LGV) » constituée initialement de 11 communes (Aiguines ; Artignosc-sur-Verdon ; Aups ; Baudinard-sur-Verdon ; Bauduen ; Moissac-Bellevue ; Les Salles-sur-Verdon ; Régusse ; Tourtour ; Vérignon ; Villecroze) comprend désormais 16 communes après intégration de 5 communes supplémentaires au 1er janvier 2017 : Trigance, Le Bourguet, Brenon, Châteauvieux et La Martre,.
Son président en exercice est Rolland Balbis (Maire de Villecroze).
|     | Attributions                                       | Identité                 | Qualité                      |
| --- | -------------------------------------------------- | ------------------------ | ---------------------------- |
| 1er | Administration générale et finances                | Raymonde Carletti        | Maire de La Martre           |
| 2e  | Aménagement du Territoire (SCOT) et transition éne | Antoine Faure            | Maire d'Aups                 |
| 3e  | Tourisme et Itinérance                             | Charles-Antoine Mordelet | Maire d'Aiguines             |
| 4e  | Agriculture, Fibre et numérique, Développement éco | Fabien Brieugne          | Maire de Tourtour            |
| 5e  |                                                    | Pierre Constant          | Commune de Villecroze        |
| 6e  |                                                    | Serge Constans           | Maire d'Artignosc-sur-Verdon |

La communauté de communes Lacs et Gorges du Verdon compte désormais 34 représentants + 12 suppléants pour 16 communes membres.

## Urbanisme

### Typologie
Au 1er janvier 2024, Aups est catégorisée bourg rural, selon la nouvelle grille communale de densité à sept niveaux définie par l'Insee en 2022.
Elle appartient à l'unité urbaine d'Aups, une unité urbaine monocommunale constituant une ville isolée,. La commune est en outre hors attraction des villes,.

### Occupation des sols
L'occupation des sols de la commune, telle qu'elle ressort de la base de données européenne d’occupation biophysique des sols Corine Land Cover (CLC), est marquée par l'importance des forêts et milieux semi-naturels (77,6 % en 2018), en diminution par rapport à 1990 (78,7 %). La répartition détaillée en 2018 est la suivante : 
forêts (47,3 %), milieux à végétation arbustive et/ou herbacée (30,3 %), cultures permanentes (10,5 %), zones agricoles hétérogènes (6,6 %), terres arables (3,7 %), zones urbanisées (1,6 %). L'évolution de l’occupation des sols de la commune et de ses infrastructures peut être observée sur les différentes représentations cartographiques du territoire : la carte de Cassini (XVIIIe siècle), la carte d'état-major (1820-1866) et les cartes ou photos aériennes de l'IGN pour la période actuelle (1950 à aujourd'hui).

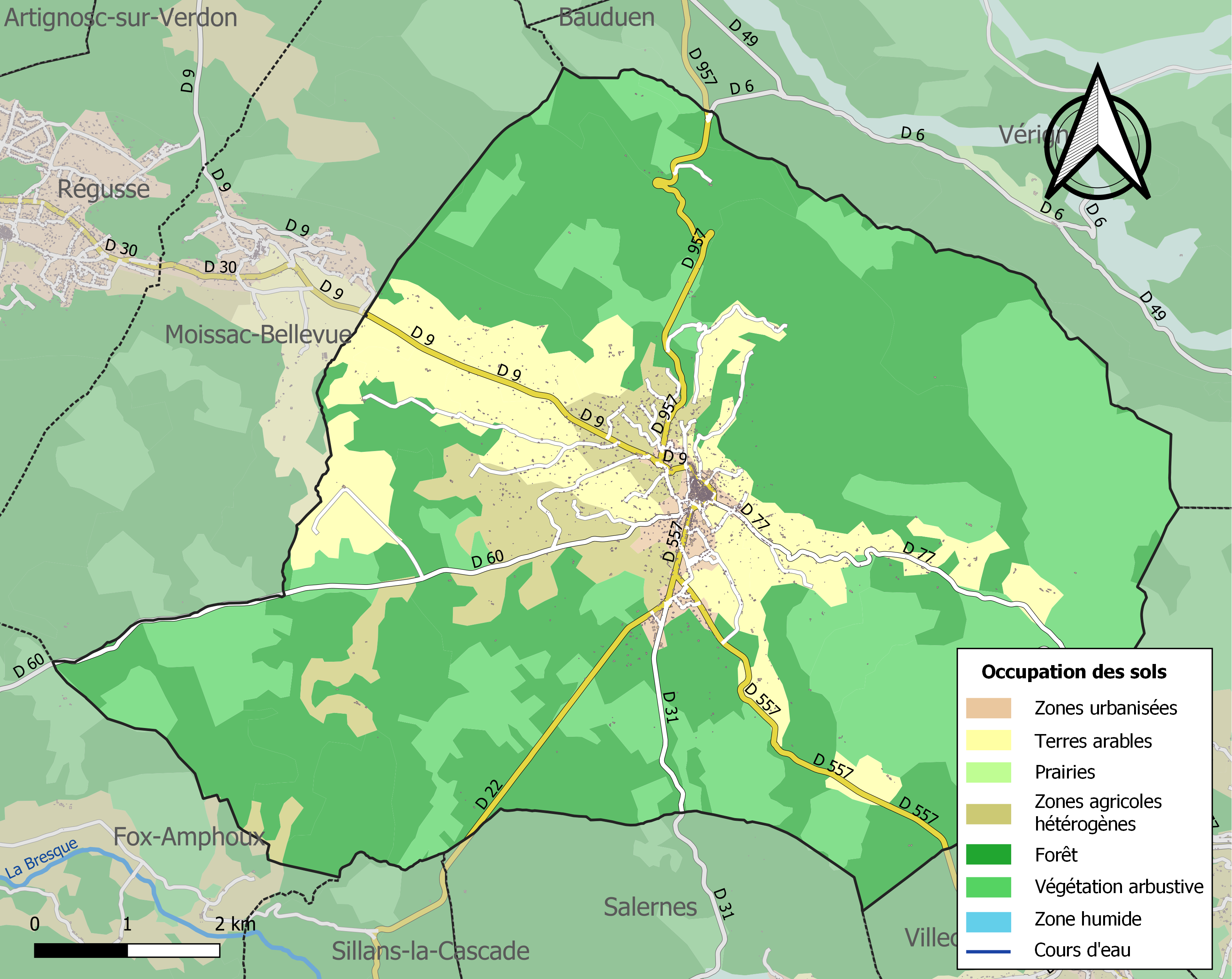
Carte des infrastructures et de l'occupation des sols de la commune en 2018 (CLC).

### Protection de l'environnement

#### Déchèterie
La nouvelle déchèterie intercommunale, visant à desservir les communes d'Aups, de Tourtour et de Villecroze.

#### Les carrières aux lieux-dits «La Baume» et «Le Ginestet» sur la commune de Tourtour
Quelques extraits du rapport d'enquête et conclusions du 27 février 2018 de Christian Raviart commissaire enquêteur commissaire enquêteur, à la suite de l'enquête publique au lieu-dit la Baume - le Ginestet :
Le conseil municipal d’Aups a rendu un avis défavorable sauf en cas de réduction des ¾ du volume d’extraction autorisé (50 000 tonnes /200 000).
Le conseil municipal de Vérignon a rendu un avis favorable.
Les conseils municipaux de Tourtour et de Villecroze n’ont, quant à eux, pas rendu d’avis.
- Conclusion partielle : Au total, il apparaît donc bien que la carrière de « La Baume – Le Ginestet », facteur modeste mais réel de développement économique local, concourt, en dépit de l’inadaptation avérée du réseau routier, au maintien de l’équilibre entre des ressources idéalement placées au cœur du Centre Var, et un besoin local avéré, voire en extension, de matériaux calcaires.

Circulation routière Si la répartition des camions s’opère apparemment de manière plutôt équilibrée sur les quatre itinéraires possibles à partir de la carrière, il n’en demeure pas moins que le risque objectif d’accident est bien réel d’autant que le réseau routier, touristique s’il en est, semble peu adapté à une circulation de type « industriel ».
En conséquence, l’avis rendu est le suivant : FAVORABLE, avec la RESERVE suivante :
Limiter l’autorisation d’exploiter à 150 000 tonnes par an pour les deux carrières de la SARL Giraud & Fils, soit pour la carrière de « La Baume – Le Ginestet » : 100 000 tonnes jusqu’à la fermeture de celle du « Grand Défens », puis 150 000 tonnes pour le reste de la durée de l’autorisation délivrée.
- Recommandations :

1- Limiter la durée de l’autorisation à 20 ans.
2- Etudier la mise en place d’un dispositif de circulation des poids lourds plus sécurisé (aménagement des routes et de bas-côtés, sens de circulation, limitations éventuelles de tonnage et de vitesse, restrictions horaires et journalières de traversée des villages, voies de contournement, etc.).
La décision finale prise par le préfet du Var n'a pas suivi l'avis du commissaire-enquêteur, ni pris en compte l'avis défavorable du conseil municipal d'Aups, ni les réserves de l'association ADSECA.
Les décharges XXL
Des associations de protection de l'environnement se sont également mobilisées contre les décharges Écopôle", projet Paprec ou Groupe Paprec  de plate-forme régionale de retraitement des déchets et d'enfouissement de déchets,.

### Enseignement
Les élèves d'Aups suivent leurs études à l'école maternelle Beausoleil, à l'école primaire Jean-Moulin et au collège Henri-Nans d'Aups.

### Sports et loisirs
Plusieurs activités sportives sont pratiquées à Aups. La proximité des gorges du Verdon et de nombreux lacs, dont celui de Sainte-Croix, permettent les sports nautiques (canoë-kayak, canyoning, aviron). Le relief local favorise des sports tels que le parapente, le vol à voile, la spéléologie, l'escalade ou les randonnées équestres.
La commune compte également plusieurs clubs sportifs : football, judo, tennis, gymnastique, tennis de table.
Il a été procédé à la construction d'un centre de loisir sans hébergement (centre aéré) qui permettra à terme d'accueillir jusqu'à 150 enfants en été.

### Santé

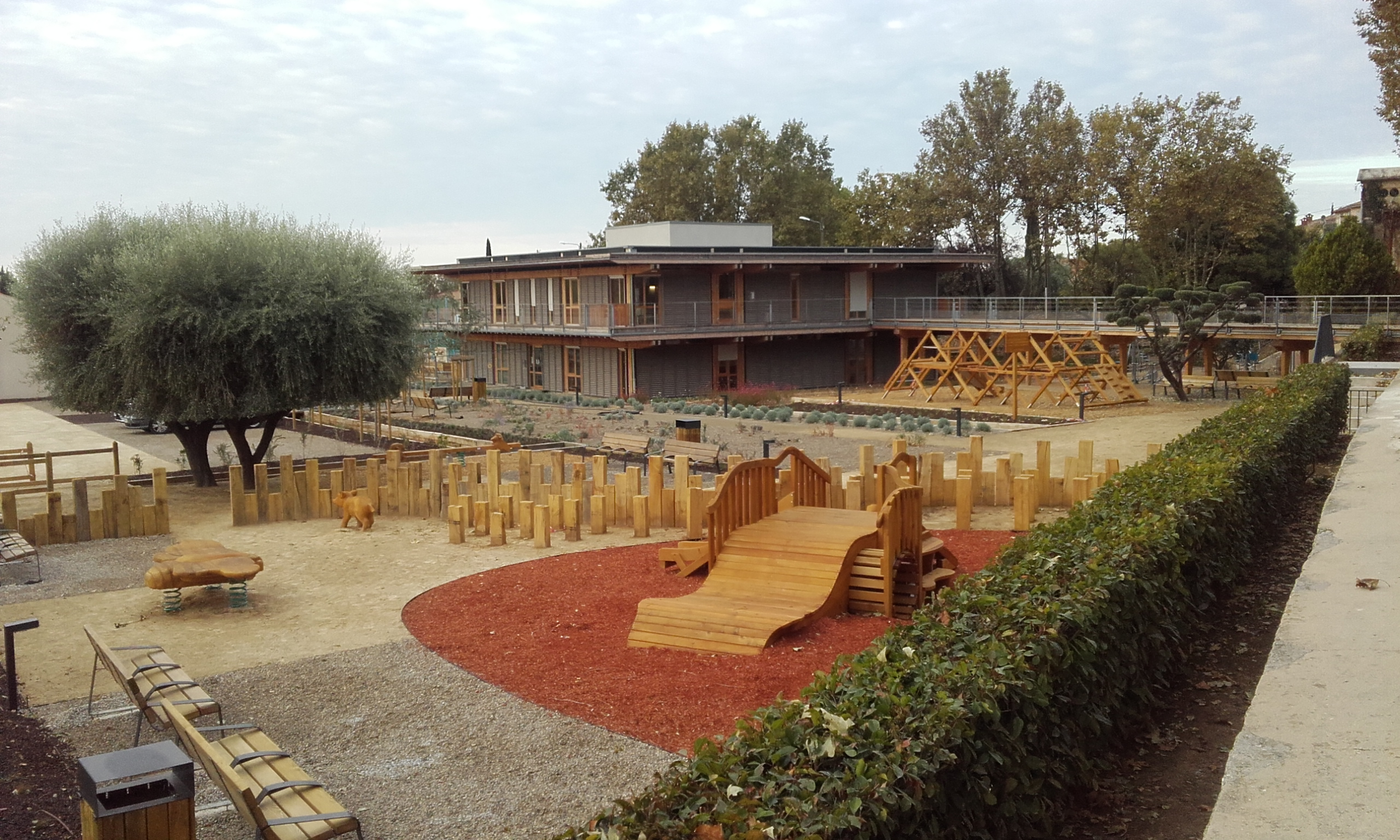
Maison de santé pluriprofessionnelle.

La communauté de communes dispose désormais, à Aups, d'une maison de santé pluriprofessionnelle (médecine générale, médecine spécialisée, paramédical, soins infirmiers), et intégrant également un lieu ressource « social et solidaire ». L'extérieur a été aménagé en lieu de détente et jeux d'enfants.
Plusieurs professionnels de santé sont également installés à Aups : en plus de deux cabinets médicaux, trois infirmiers, deux kinésithérapeutes, ainsi que des spécialistes en ophtalmologie, psychiatrie et dentaire sont présents.
L'hôpital le plus proche est le Centre hospitalier de la Dracénie et se trouve à Draguignan, à 30 km,. Il dispose d'équipes médicales dans la plupart des disciplines : pôles médico-technique ; santé mentale ; cancérologie ; gériatrie ; femme-mère-enfant ; médecine-urgences ; interventionnel.
- Autres établissements hospitaliers[78],[73] :
  - la polyclinique Notre-Dame (clinique chirurgicale), établissement privé[79], se trouve également à Draguignan ;
  - le Centre hospitalier Jean Marcel de Brignoles[80] (38 km) ;
  - le Centre hospitalier de Digne-les-Bains (76 km) ;
  - le Centre hospitalier intercommunal Toulon-La Seyne-sur-Mer (92 km).

## Économie
La ville vit essentiellement du tourisme mais aussi de rabasse, artisanat, métiers d'art, construction, chasse, traditions provençales, menuiserie, miel, huile d'olive. Il est à noter que la bouteillan est une variété d'olive originaire d'Aups.

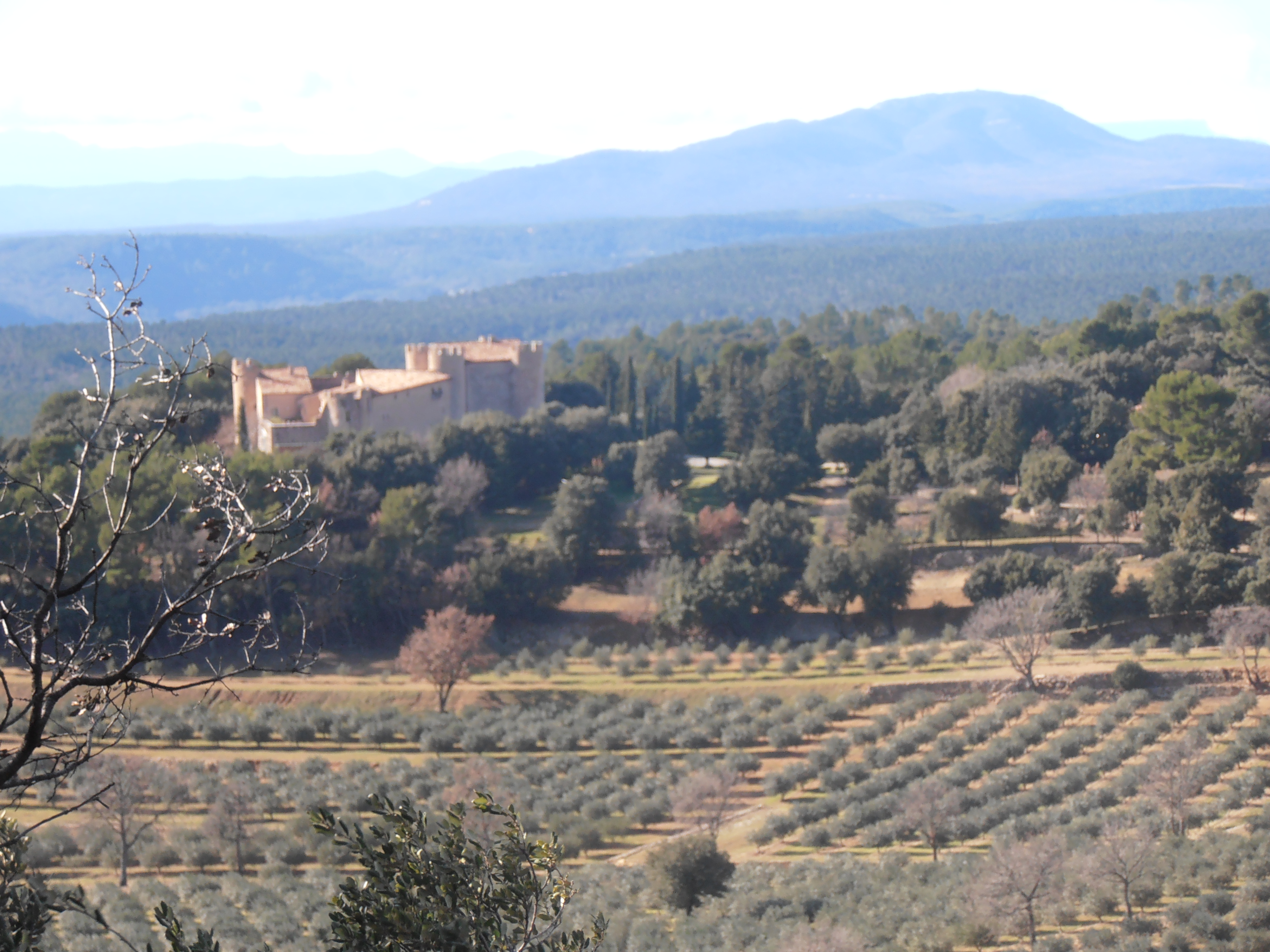
Château de Taurenne et ses oliviers.

Aujourd'hui, l’exploitation du domaine oléicole « Château de Taurenne », producteur d’huile d’olive AOC Provence, s’étend sur les communes d’Aups et Tourtour, sur 253 hectares avec plus de 10 000 oliviers sur 30 hectares. En 2014, c’est le « Fruité Noir » qui a été récompensé d’une médaille d’or au concours des huiles d’olive de la région Provence-Alpes-Côte d’Azur. La palette aromatique et gustative est large : Bouteillan, Aglandau, Grossane, Cayon, Petit ribier.
Aups détient le troisième plus grand marché aux truffes noires de France, derrière Richerenches et Lalbenque. Il se tient le matin du dernier jeudi du mois de novembre à fin février (voire mi-mars si la production le permet).
Carrières :
Certains sites ont été exploités dans le secteur considéré pour la production de calcaire marbrier.
Citons pour mémoire Ampus et Aups : calcaire marbrier de couleur jaune.
La dolomie de la montagne des Espiguières est exploitée au nord-ouest de Saint-Pierre-de-Tourtour par trois carrières sur les communes d'Aups et de Tourtour. Le matériau est utilisé pour la viabilité, les bétons et enduits.

### Les débats sur l'application du schéma éolien sur la commune

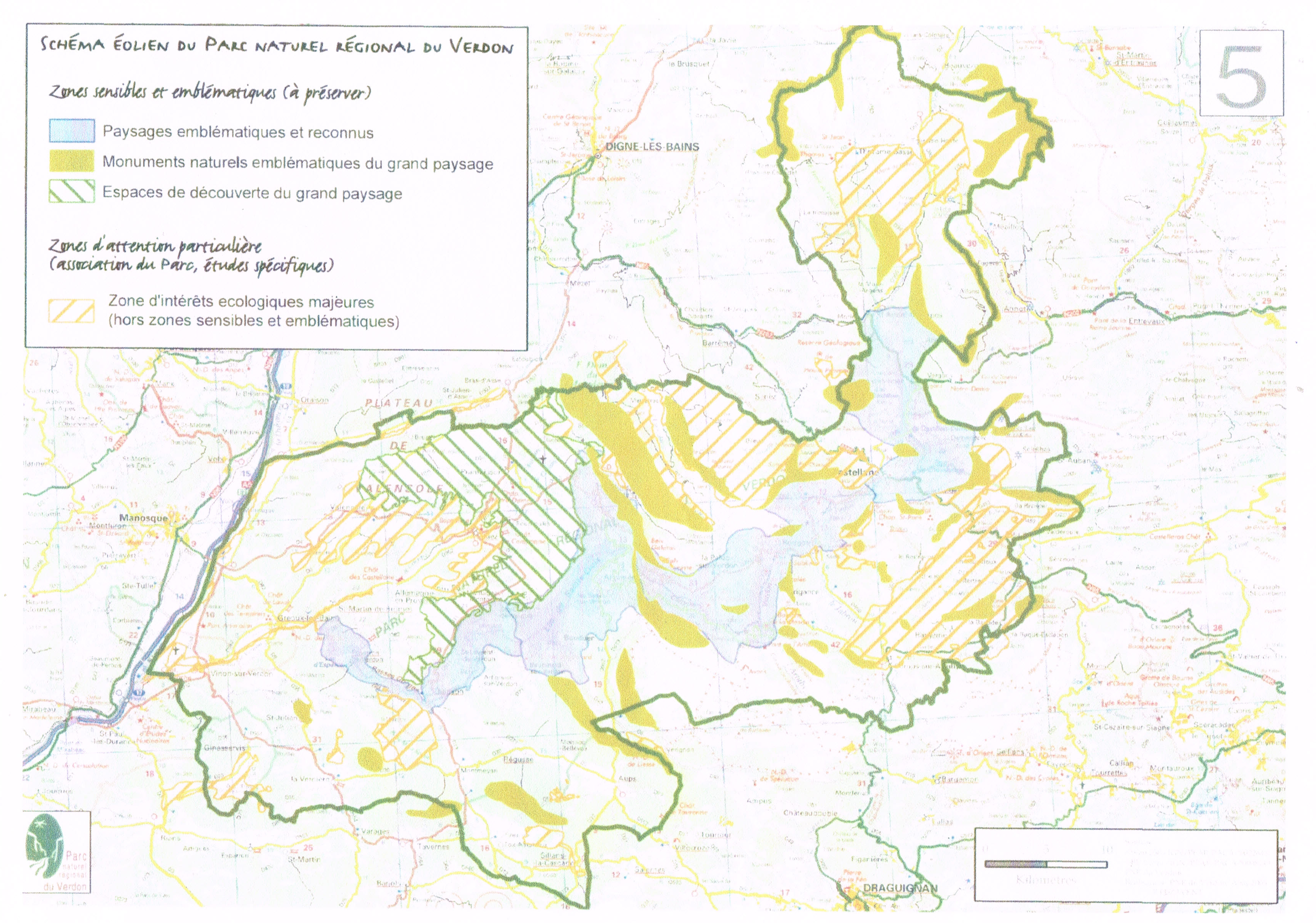
Schéma Éolien du Parc Naturel Régional du Verdon. Cliquez sur la carte pour l'agrandir

Concernant la production d'énergie renouvelable, la commune s'est engagée dans un projet de parc éolien avec EDF, mais ce projet est contesté par les associations de protection de l'environnement en raison de l'impact négatif dans le paysage du Verdon, et ne recueille pas l'approbation des autres membres de la « communauté de communes Lacs et Gorges du Verdon »,,,.
À ce sujet, le président du parc naturel régional du Verdon, en réponse au courrier de l'association de Protection des Paysages du Haut-Var, indiquait le 22 septembre 2015 que "le bureau du Parc a souhaité que, dans le cadre du travail sur le renouvellement de la charte du Parc (qui devrait s'appliquer dès 2022), un débat de fond soit mené sur la question de la transition énergétique. Dans cette attente le bureau continuera de se référer au schéma éolien annexé à la Charte du Parc en vigueur selon le zonage indiqué au plan joint pour information" (plan annexé à la lettre du 22-09-2015).
Un Schéma Régional Climat Air Énergie Provence-Alpes-Côte d'Azur a d'autre part été réalisé. Lequel permet de constater que cette question intéresse en réalité toute la communauté de communes Lacs et Gorges du Verdon, l'ensemble des communes du parc naturel régional du Verdon et bien au-delà. Ce qui pose tout naturellement la nécessité d'un débat de fond sur les techniques de production d'énergie renouvelable qui se sont diversifiées ces dernières années. Le débat puis l'abandon de ce projet concernant Aups a donc eu le mérite de soulever une question d'intérêt général couvrant en réalité tout le territoire. Les 46 communes du parc sont ainsi considérées dans l' "Annexe 2 du schéma éolien", comme zones favorables pouvant potentiellement, sous les réserves expresses indiquées dans le schéma éolien, recevoir des éoliennes.

### Tourisme
Labellisé « Villages et cités de caractère du Var » et situé à 505 mètres d'altitude, Aups est la plaque tournante du Haut-Var. L'influence touristique des gorges du Verdon et du lac de Sainte-Croix attire de nombreux touristes, notamment pour son marché provençal tenu les mercredis et samedis matin entre la place de la Mairie et l'église.

Marché provençal d'Aups.
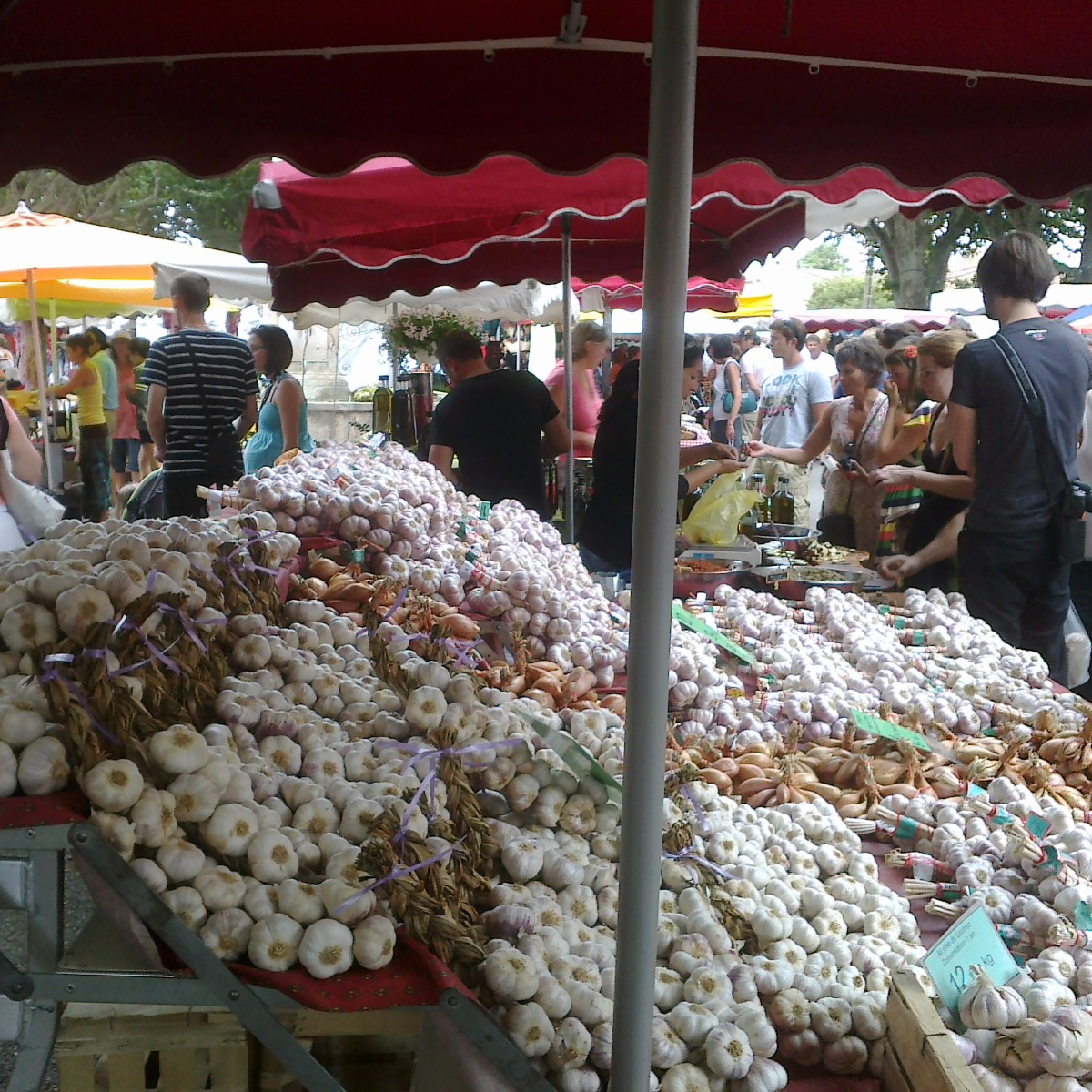
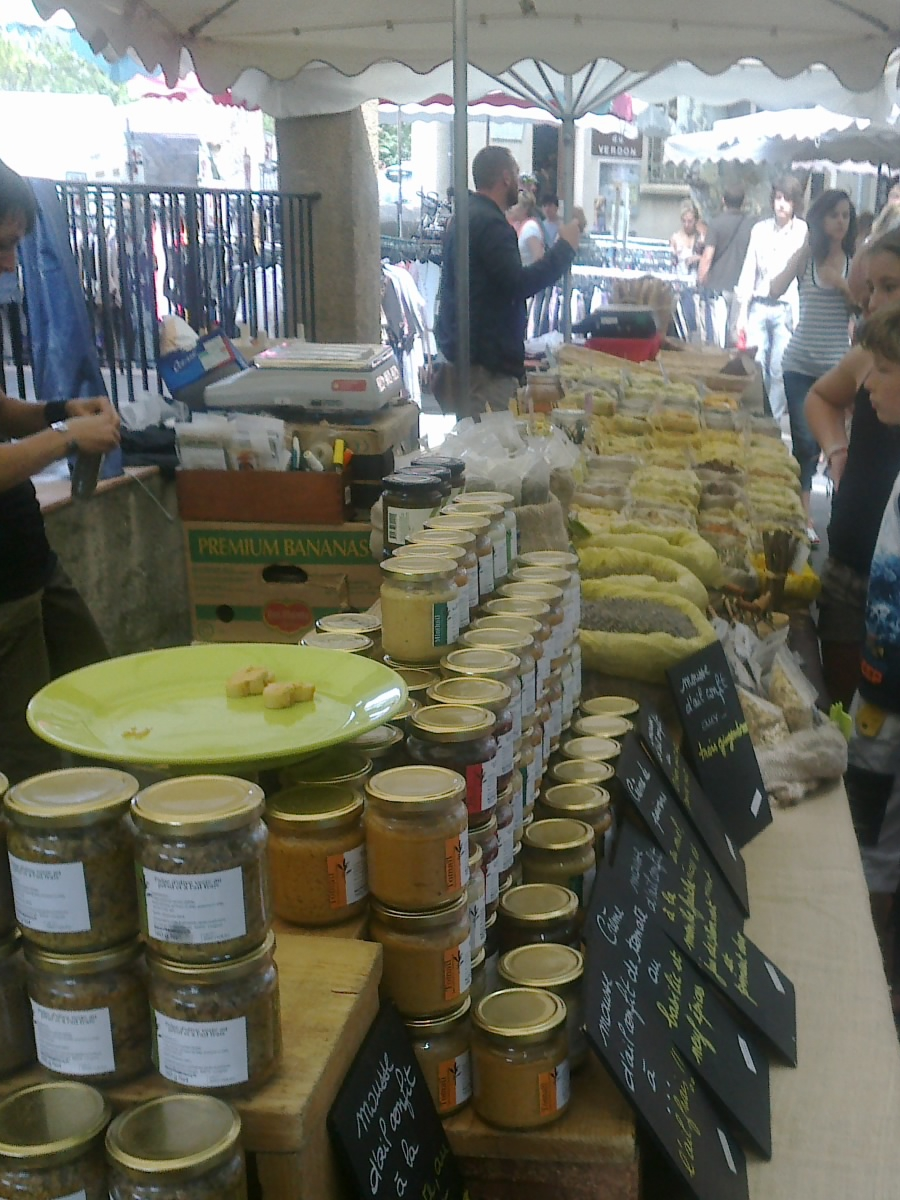

### La vie économique dans le passé
Il semble qu'il n'y ait pas eu vraiment de spécialité qui aurait fait la renommée d'Aups. Cependant, il y avait de nombreuses tanneries (d'où la rue des Tanneurs), de la sériciculture, au moins une usine de térébenthine, des fabriques de chapeaux et des fabriques de tuiles dans les anciens fours à chaux.

## Culture locale et patrimoine

### Lieux et monuments
Patrimoine religieux
- Le couvent des Ursulines dit le « Manoir », cistercien du XIe au XIIe siècle, restauré successivement par les augustins, les ursulines et les trinitaires. Il a été une maison d'enfants à la fin du XXe. Actuellement la chapelle du couvent abrite le musée d'art moderne Simon Segal (peintre 1898-1969) qui expose 280 toiles dont 175 de l'École de Paris (donation Bruno Bassano).
- La collégiale Saint-Pancrace[90],[91], érigée en 1503 par l'architecte Bourlhoni, renferme de superbes autels, des boiseries du XVIIe, un triptyque du XVIe siècle et un orgue[92] dû au facteur italien Agati[93],[94],[95]. Fait inattendu en France, république laïque, elle aborde sur son tympan la mention « République française, liberté, égalité, fraternité ». La vierge du massacre, nichée dans la façade de l’ancienne église Notre-Dame de l’Assomption, commémore le massacre qui eut lieu en cet endroit lors des guerres de Religion[96].
- Chapelles[97] :
  - chapelle Saint-Jacques-le-Majeur, dite des Parisiens[98] ;
  - chapelle Notre-Dame-de-la-Délivrance[99], érigée en 1852 sur les ruines du château d'Aups[100] ;
  - chapelles de la Trinité et de Sainte-Magdeleine[101],[102] ;
  - chapelle Saint-Marc[103] ;
  - chapelle Sainte Anne, 195 chemin des devensaux[104] ;
  - chapelle Notre Dame de Lorette[105],[106] ;
  - chapelle Saint Roch[107] ;
  - chapelle Saint Sébastien[108] ;
  - chapelle Notre-Dame-de-Liesse sur la commune de Vérignon, en limite d'Aups[109],[110].
- Nombreux oratoires[111].
- Monument de l'insurrection et de la résistance au coup d'État du 2 décembre 1851 place Martin-Bidouré et le mausolée des insurgés au cimetière[112].

Patrimoine civil

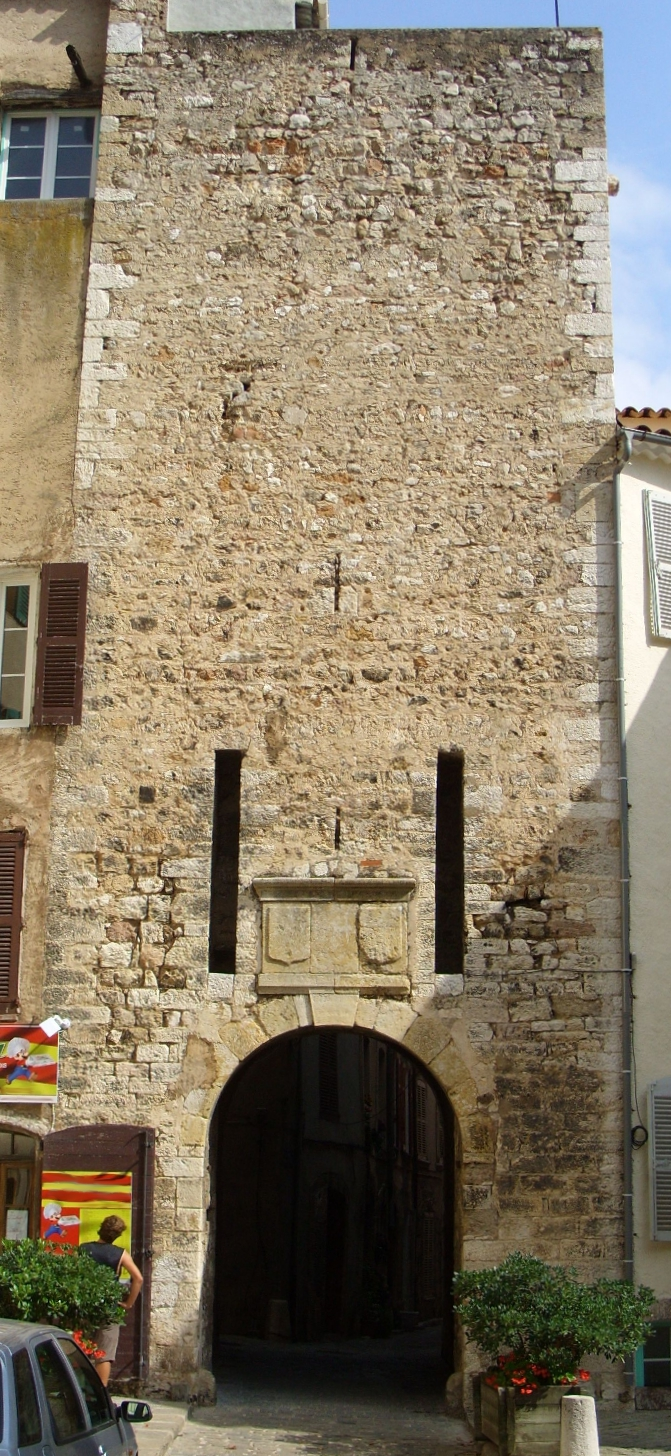
Tour Sarrasine et porte des Alpes.

- L'ancienne léproserie datant d'avant l'an 1000, restaurée en un hôpital au XVIIe siècle[113].
- Rues médiévales et la Tour Sarrasine (Porte des Alpes)[114].
- De nombreux cadrans solaires[115].
- La tour de l'horloge[116], construite au XVIe siècle, surmontée d’un campanile en fer forgé ouvragé, haute de 25 mètres. À l'intérieur du campanile se trouvait un cadran solaire d’une grande précision datant de 1760 ainsi qu'une cloche fondue en 1712[117] portant l'inscription « Je suis la joie de tout le monde » rappelant le gain pour les habitants, d’un procès qui dura plus de 350 ans et les opposa aux seigneurs de Blacas.
- Bourg castral de Fabrègues[118], château de Fabrègues[119].
- Vestiges du château et des remparts : deux tours des XIIe et XVIe siècles et la porte des Aires[120].
- Bourg castral d'Aups, chapelle Saint-Marc[121].
- Château de Taurenne, monument historique[122].
- La Fabrique est une maison XVIIIe située à l'est du village où vivait l'abbé Jean[123],[124] qui était un homme de savoir. Il y dressa une colonne sur laquelle il grava un résumé des connaissances humaines. Au milieu se trouve un globe terrestre, dans la principale pièce, il dressa sur le carrelage du sol une carte d'Europe ayant Aups pour centre. L'abbé plaça aussi dans le jardin un cadran solaire et un cadran lunaire.
- Le musée de Faykod est un « parc de sculptures à ciel ouvert », entièrement consacré à l'art du sculpteur Maria de Faykod[125].
- Coopérative vinicole dite Union régionale aupsoise[126].
- Coopérative agricole (coopérative oléicole) L'Aupsoise[127].
- Jardin secret[128].
- Les cadrans solaires d'Aups[129].

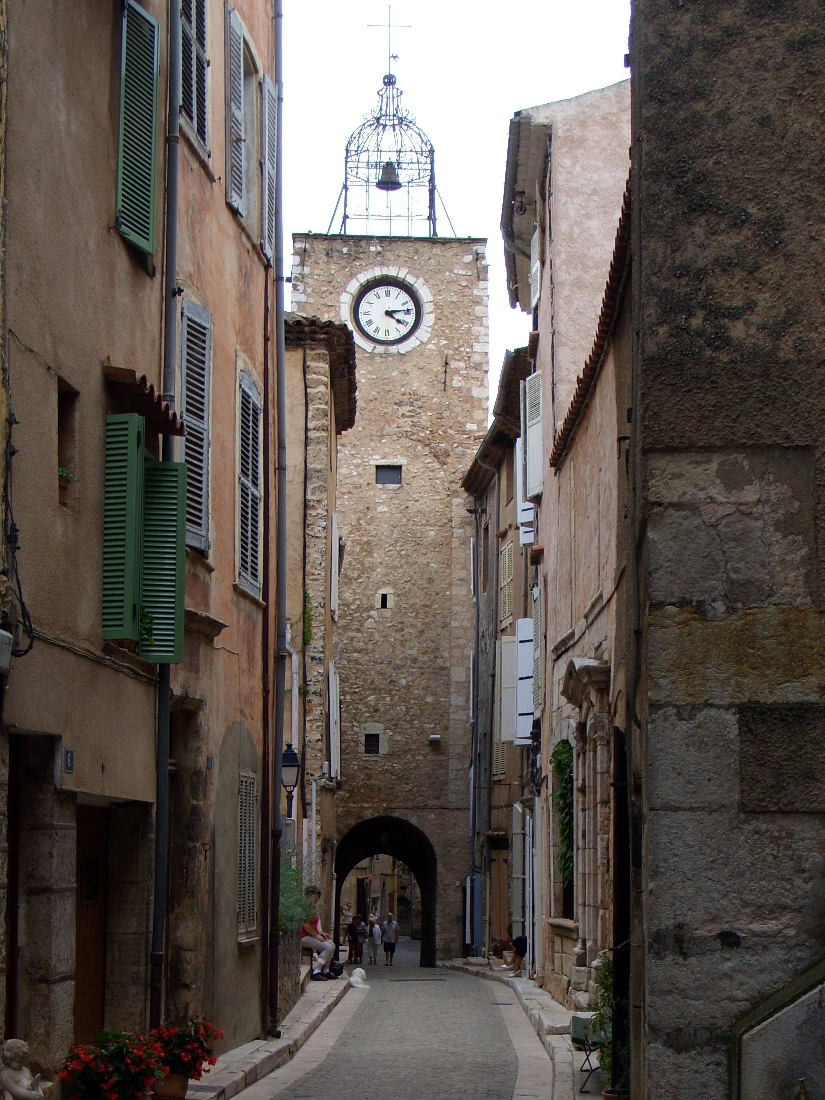
Rue de l'Horloge.
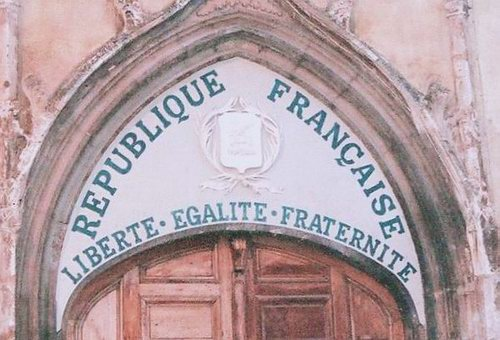
Tympan de l'église Saint-Pancrace.
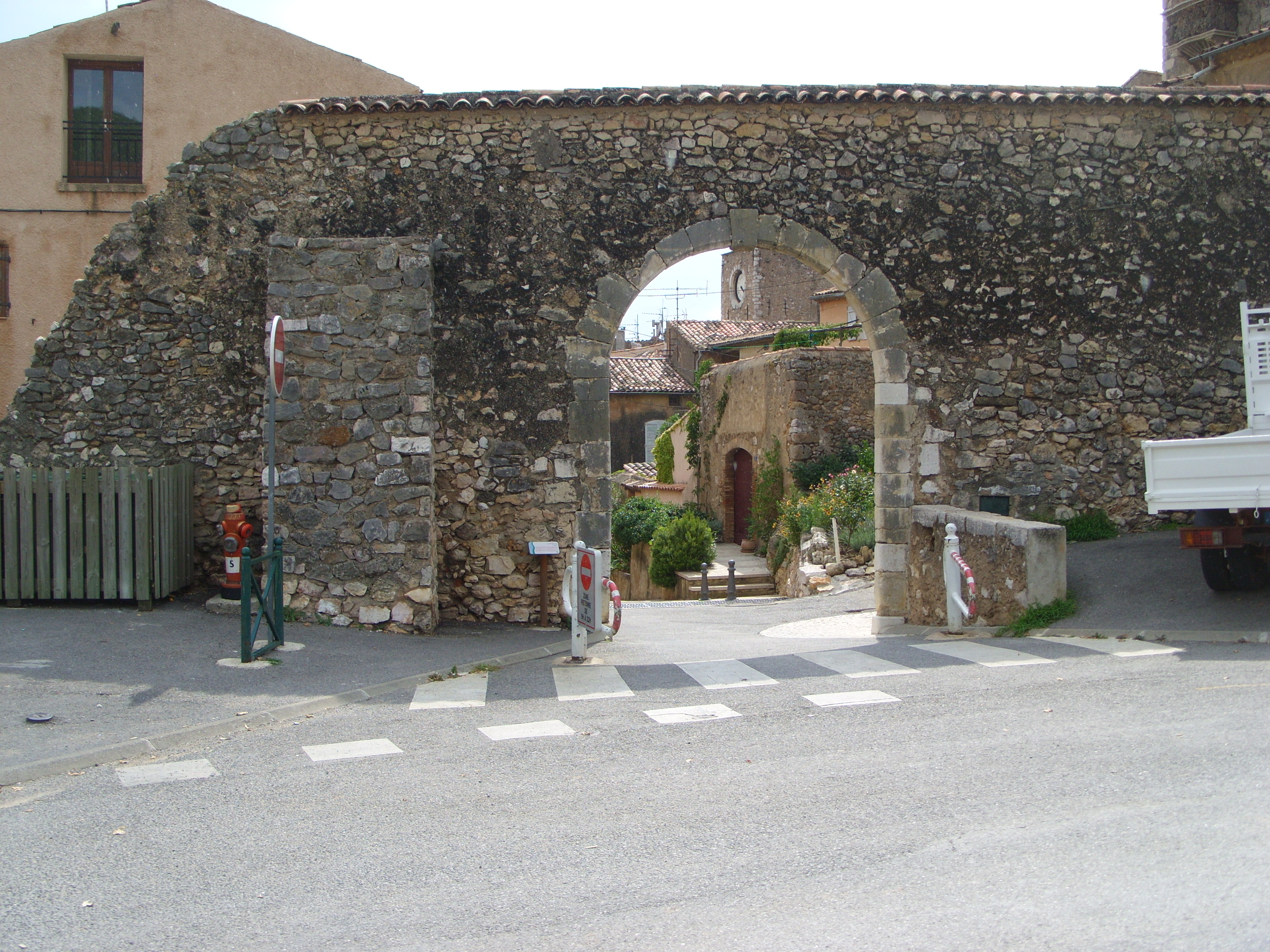
Porte des Aires.
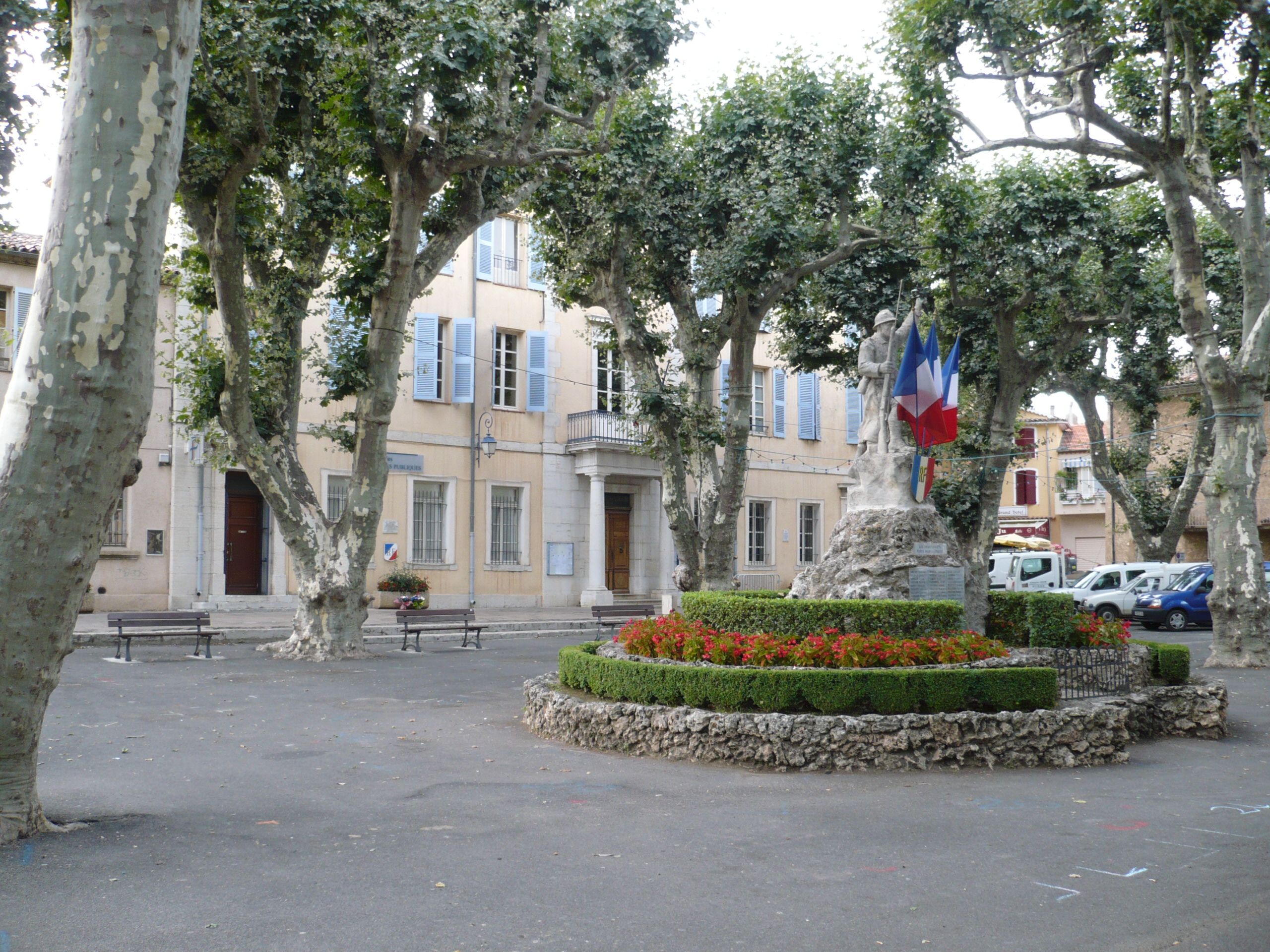
Place de la mairie.

### Personnalités liées à la commune

#### Les Blacas
Une partie de la famille ducale de Blacas d'Aulps, seigneurs de la viguerie d'Aulps, est née à Aups et à Vérignon dont :
- Pierre d'Aulps (né à Aups en ?) Premier de la famille de Blacas, issu des Seigneurs des Baux. Il jouissait en Provence d'une réputation de loyauté et de noblesse qui le rendit arbitre de toutes les querelles entre hauts barons. Il prit plusieurs fois les armes pour soutenir les droits des seigneurs des Baux. Il passa en Terre Sainte et à son retour en 1120, il fonda le chapitre de Valmoissine près d'Aups (le couvent cistercien fut déplacé dans Aups en 1629) ;
- Blacas de Blacas III, dit « Le grand guerrier » (né à Aups en 1160 - mort en 1235). Petit-fils de Pierre d'Aulps, seigneur d'Aups, de Vérignon,de Baudinard, de Carros, de Châteauneuf, de Thorenc, de Tourtour, et autres villages. Il était aussi bien excellent guerrier et bon troubadour. Il se distingua parmi les plus vaillants chevaliers de la cour du comte Raimond Bérenger IV de Provence. Il épousa Laure de Castellane. Il mourut à Rome en Italie ;
- Boniface de Blacas (né à Aups en 1221 et mort après 1241). Fils de Blacas de Blacas. Seigneur d'Aups, de Baudinard, d'Aiguines et de Thouars. Il épousa Ayceline de Moustiers ;
- Blacas de Blacas IV, dit « Blacasset » (né vers 1240 à Aups et mort vers 1300). Fils de Boniface de Blacas, chevalier et seigneur d'Aups. Il accompagna Charles Ier d'Anjou à Naples. Son nom fut immortalisé par Frédéric Mistral qui lui attribua la pose de la chaîne qui relie les deux rochers de Moustiers-Sainte-Marie. Capturé par les infidèles, Blacasset avait fait le vœu, s'il était libre, de tendre cette chaîne et d'y suspendre l'étoile à seize branches, emblème de sa famille ;
- Casimir de Blacas d'Aulps (né à Vérignon en 1775 - mort à Vienne (Autriche) en Autriche en 1839). Il fut le principal conseiller de Louis XVIII.

#### Autres personnalités
- Louis Alexandre Gastin, homme politique né le 7 novembre 1757 à Aups (Var) et décédé le 16 juin 1840 au même lieu.
- Martin Bidouré (1825-1851), héros et martyr de la résistance varoise au coup d’État du 2 décembre 1851, pris par les soldats et fusillé deux fois. Une place porte son nom.
- Albert Marius Mélan, (1865-1943), né à Aups, capitaine du 57e régiment d'infanterie, commandant du dépôt de prisonniers de Marseille et de Nîmes, citation : Après un bombardement intensif de ses tranchées qui a duré 16 heures, les 25 et 26 avril 1915 et causa des pertes sérieuses à sa compagnie 1/10e de son effectif, n'ayant plus de chef de section a su par son attitude et son énergie relever le moral de ces troupes, chevalier de la Légion d'honneur, Croix de guerre 14-18[130] ;
- Pierre Petit (1831-1909), né à Aups,Chevalier de la Légion d'honneur, est l'un des plus éminents photographes du XIXe siècle. C'est le premier à avoir photographié un souverain pontife : Pie IX ;
- le général Jean-Baptiste Girard (né à Aups en 1775 et mort en 1815). Il s'engagea à dix-sept ans dans l'armée et mourut sur le champ de bataille de Waterloo. Il fut général commandeur de la Légion d'honneur, pair de France et duc de Ligny ;
- Louis de Bresc (1834-1911), né à Aups, est un avocat, homme politique et érudit, auteur de l'Armorial des communes de Provence et maire d'Aups de 1874 à 1876[131] ;
- Jules Auguste César Muraire dit Raimu avait une bastide à côté du couvent des Ursulines, du torrent la Grave et de la tombe des ducs de Blacas, le grand jardin majestueux est visible depuis la route D 957 allant vers le lac de Sainte-Croix et Moissac-Bellevue ;
- Richard E. Grant y possède une maison de vacances ;
- Henri Nans[132], résistant lors de la Seconde Guerre mondiale, né à Aups le 20 novembre 1920, fut plusieurs fois déporté par les nazis (après plusieurs évasions) puis il se révoltera contre un chef de bloc. Repéré, il est déporté vers le camp de concentration de Dora, où les traitements inhumains des SS affaibliront considérablement sa santé, où il mourra finalement à l'infirmerie du camp le 15 février 1944 à l'âge de 24 ans. Le collège d'Aups porte son nom. Une plaque a été érigée en son honneur en avril 1946 par le conseil municipal devant l'actuel office du tourisme ;
- Pierre Yovanovitch, architecte d'intérieur, possède le château de Fabrègues[133],[134].

#### Anecdotes
Le téléfilm Le Nain, réalisé en 1961 par Pierre Badel d'après une nouvelle de Marcel Aymé, a été tourné en partie à Aups, dont les habitants de l'époque ont été recrutés comme figurants.

### Héraldique
|  | D'azur à trois montagnes d'argent, au chef cousu de gueules à trois fleurs de lys d'or, 2 et 1, avec cette devise : VIVE PARTOUT. Les trois montagnes représentent les Cuguyons une des montagnes emblèmes d'Aups. Les fleurs de lys ont été concédées par le roi Louis XIV en 1700. Au-dessus du blason figure une couronne formée de trois tours, ce qui signifie qu'il s'agit là d'un chef-lieu de canton. Au-dessous du blason figure la croix de guerre avec palmes car la ville fut un haut lieu de la Résistance lors de la Seconde Guerre mondiale. Les anciennes armes (à droite), ont été modifiées vers 1700, à la demande des consuls de la commune, pour figurer l'étymologie de Aups=Alpes,. |